# Piz Roseg
Piz Roseg (vyslovuje se rozeč) je výrazná volně stojící hora nad údolím Val Roseg v masivu Bernina v kantonu Graubünden ve Švýcarsku.

## Popis
3937 metrů vysoký vrchol je oddělen výrazným sedlem od vrcholu Vorgipfel, ležícího více než 300 metrů na severozápad. Východě leží Porta da Roseg (3522) na hřebenu mezi nimi je 3868 m vysoký vrchol Piccolo Roseg.
Po úbočích stékaji tří velké ledovce:
- Vadret da Tschierva na sever
- Vadret da la Sella / Vadret da Roseg na západě
- Vadretta di Scerscen superiore na jihovýchod

Státní hranice mezi Švýcarskem a Itálií probíhá od Porta da Roseg přes východní hřeben poblíž hlavního vrcholu, ale vlastní vrchol se nachází ve Švýcarsku.

## Cesty
- Normální cesta představuje dlouhé a náročné stoupání od jihozápadu z do výšky 3598 m a poté severozápadním hřebenem na hlavní vrchol.
- Poněkud náročnější cesta vede z Pontresiny přes Val Roseg po strmých ledovcových a svazích, pak na severozápadní hřeben jako předchozí. Je to cesta prvovýstupu v roce 1865 (Adolphus Warburton Moore, Horace Walker a Jakob Anderegg).
- Nejčastější, ale náročnější cesta vede přes severní hřeben od chaty Tschierva (2584 m) na švýcarské straně, kam je pohodlný přístup. Hřeben je dlouhý 950 m a má obtížnost UIAA III a jedná se o kombinované lezení na ledu a skále. Cestu používající skialpinisté na švýcarské straně. Tuto cestu poprvé zdolali H. Cordier, T. Middlemore, J. Jaun a K. Maurer v roce 1876.
- Severní stěnou vede několik proslavených cest, z nichž nejstarší cestu ledovcem uskutečnili Christian Klucker a Ludwig Norman-Neruda dne 16. června 1890 za pouhých 5½ hodin. Direttissima přes vrchol Picolo Roseg je nejnáročnější a zřídka lezená kvůli nebezpečí od velkých seraků.
- Jižní strana hory umožňuje některé zajímavé cesty vyšších obtížností.